# 丹治信春
丹治 信春（たんじ のぶはる、1949年 - ）は、日本の哲学者。東京都立大学名誉教授。専門は科学哲学、言語哲学、心の哲学。現在は日本大学文理学部教授。元日本科学哲学会会長。博士（学術）（東京大学・1997年）。
言語の意味に基準があるという考えを排する、徹底したアポステリオリズムに基づく言語観を著書『言語と認識のダイナミズム』で提唱した。同書によって博士（学術）を東京大学から取得した。

## 略歴
- 1949年：大阪府に生まれる[2]
- 1961年4月：麻布中学校 入学[3]
- 1967年3月：麻布高等学校 卒業[3]
- 1971年6月：東京大学教養学部教養学科 卒業[4]
- 1973年3月：東京大学大学院理学系研究科（科学史・科学基礎論）修士課程 修了
- 1976年3月：東京大学大学院理学系研究科（科学史・科学基礎論）博士課程 単位取得満期退学[5]
- 1977年4月：東京都立大学人文学部講師
- 1979年4月：東京都立大学人文学部助教授
- 1996年4月：東京都立大学人文学部教授
- 1997年5月：博士（学術）（東京大学）[1]
- 2005年4月：首都大学東京都市教養学部人文・社会系教授
- 2009年4月～現在：日本大学文理学部哲学科教授

## 著作

### 単著
- 『言語と認識のダイナミズム――ウィトゲンシュタインからクワインへ』勁草書房 1996
- 『クワイン――ホーリズムの哲学』講談社 1997；［平凡社ライブラリー版］平凡社 2009
- 『タブローの方法による論理学入門』朝倉書店、1999年；［改題・文庫版］『論理学入門』筑摩書房 2014

### 編著
- 藤田晋吾、丹治信春編『言語・科学・人間――実在論をめぐって』朝倉書店 1990
- 大森荘蔵著、飯田隆、丹治信春、野家啓一、野矢茂樹編『大森荘蔵セレクション』平凡社 2011

### 翻訳
- 渡辺慧著、村上陽一郎、丹治信春訳『知識と推測〈1〉情報の構造――科学的認識論』東京図書 1975
- 渡辺慧著、村上陽一郎、丹治信春訳『知識と推測〈2〉演繹と帰納の数理――科学的認識論』東京図書 1975
- J.L.オースティン著、丹治信春、守屋唱進訳『知覚の言語――センスとセンシビリア』勁草書房 1984
- B.C.ファン・フラーセン著、丹治信春訳『科学的世界像』紀伊國屋書店 1986
- テッド・バスティン編、柳瀬睦男、黒崎宏、村上陽一郎、丹治信春訳『量子力学は越えられるか』東京図書 1988
- B.デスパーニア著、柳瀬睦男、丹治信春訳『現代物理学にとって実在とは何か』培風館 1988
- J.L.オースティン著、丹治信春訳「事実に対する不当」、坂本百大監訳『オースティン哲学論文集』勁草書房 1991、収録。
- ポール・ホーウィッチ著、丹治信春訳『時間に向きはあるか』丸善 1992
- W・V・O・クワイン著、丹治信春訳「量化子と命題的態度」、松阪陽一編訳『言語哲学重要論文集』春秋社 2013、収録。

### 監修
- シリーズ「現代哲学への招待」春秋社[6]